# Юридическа антропология
Юридическата антропология или Антропологията на правото е научна и учебна дисциплина, която по пътя на изучаването и анализа на устните и писмени исторически паметници на правото; социалните условия и практики на приложението му (специфични и свойствени за всеки отделен исторически тип цивилизация), се стреми да изведе общовалидните закономерности, които са в основата на социалното и правно битие на всяко едно общество.
Предметът на юридическата антропология се свежда до правното битие на човечеството в цялостност, включително на отделните етнически групи, народи и нации. В рамките на предмета на правната дисциплина е и изучаването на всички системи на правото в течение на историята, които представляват цялостен комплекс от правни явления.
Юридическата антропология е интердисцилинарна наука и възниква в разултат от стълкновението на юриспруденцията през 19 век (по време на разцвета на германската историческа школа) с останалите хуманитарни науки - антропологията, етнологията, социологията, културологията, историята и философията. От областта на правните науки, в най-тясна взаимовръзка с юридическата антропология са историята на правото и сравнителното право.
За родоначалник и първоосновател на юридическата антропология като интердисциплинарна наука се счита английския правовед и историк Хенри Мейн, който през 60-те години на 19 век излиза с редица публикации в областта на древното право, институции, закони и обичаи.